# Municipio de Åmål
Åmål es un municipio situado en la provincia de Västra Götaland, al suroeste de Suecia. Tiene una población estimada, a fines de septiembre de 2024, de 11 945 habitantes.
Su capital es la localidad de Åmål. El municipio actual se creó en 1971 a través de la fusión de la antigua ciudad de Åmål y el antiguo municipio rural de Tössbo (este último creado en 1952).

## Localidades
Hay tres áreas urbanas (tätort) en el municipio:
| # | Tätort      | Población (2020) |
| - | ----------- | ---------------- |
| 1 | Åmål        | 9265             |
| 2 | Fengersfors | 303              |
| 3 | Tösse       | 327              |

## Ciudades hermanas
El municipio de Åmål tiene actualmente cuatro ciudades hermanas:
- Gadebusch, Alemania
- Kubrat, Bulgaria
- Türi, Estonia
- De Pere, Estados Unidos